# Дафни II (миноносец)
«Дафни» (греч. «Δάφνη») — миноносец Военно-морских сил Греции, принявший участие в Первой мировой войне. Принадлежит серии греческих миноносцев построенных в 1912—1913 годах германской верфью Vulcan Werke AG, Stattin — Bredow, получивших имена нимф и океанид древней греческой мифологии. «Дафни» получил имя нимфы Дафны (предшественником был бомбардирский корабль «Дафни I» 1830—1834). Другими кораблями серии были «Алкиони», «Эгли», «Аретуса», «Тетис» и «Дорис». Греческий флаг был поднят в 1913 году, в Шецине, тогда Германия.
В Первую мировую войну миноносец сопровождал конвои в Эгейском море, а также производил противолодочное патрулирование. В период малоазийского похода греческой армии 1919—1922 годов, миноносец производил поддержку армии при высадке и отходе.
В августе 1925 года миноносец был послан для наблюдения к островку Неа-Камени, рождавщемуся в результате вулканической деятельности подводного вулкана острова Санторин.
11 августа из моря поднялся островок, названный в честь миноносца Дафни. Через несколько дней островок соединился с Неа-Камени. Но имя миноносца осталось в топонимике Неа-Камени как «Лава Дафни».
Миноносец был выведен из состава флота в 1926 году и был продан на лом в 1931 году.

## Наследник
Тральщик «Дафни» вступил в состав ВМФ Греции в 1964 году.

## Галерея

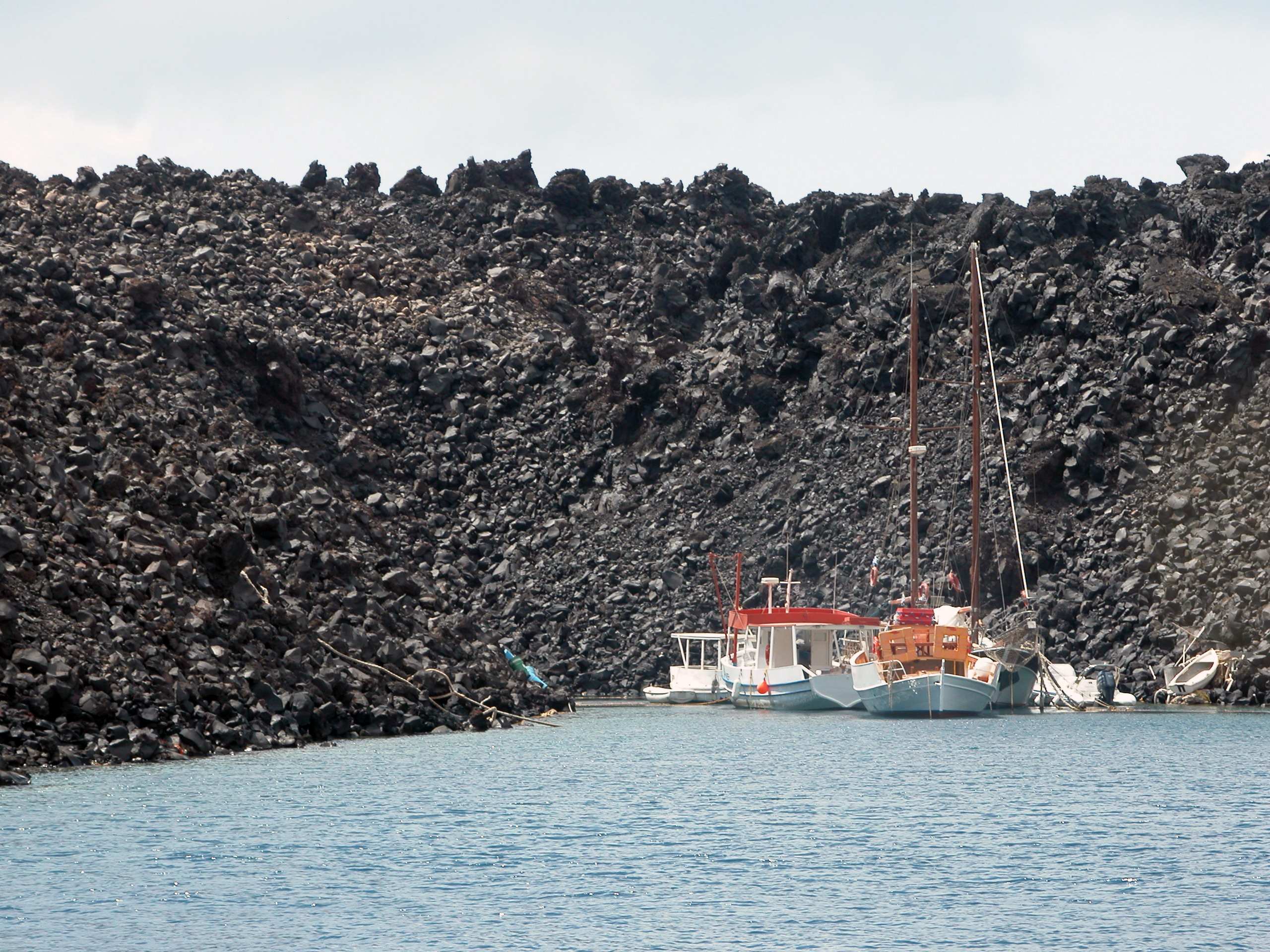
Лодки на стоянке у лав Неа-Камени
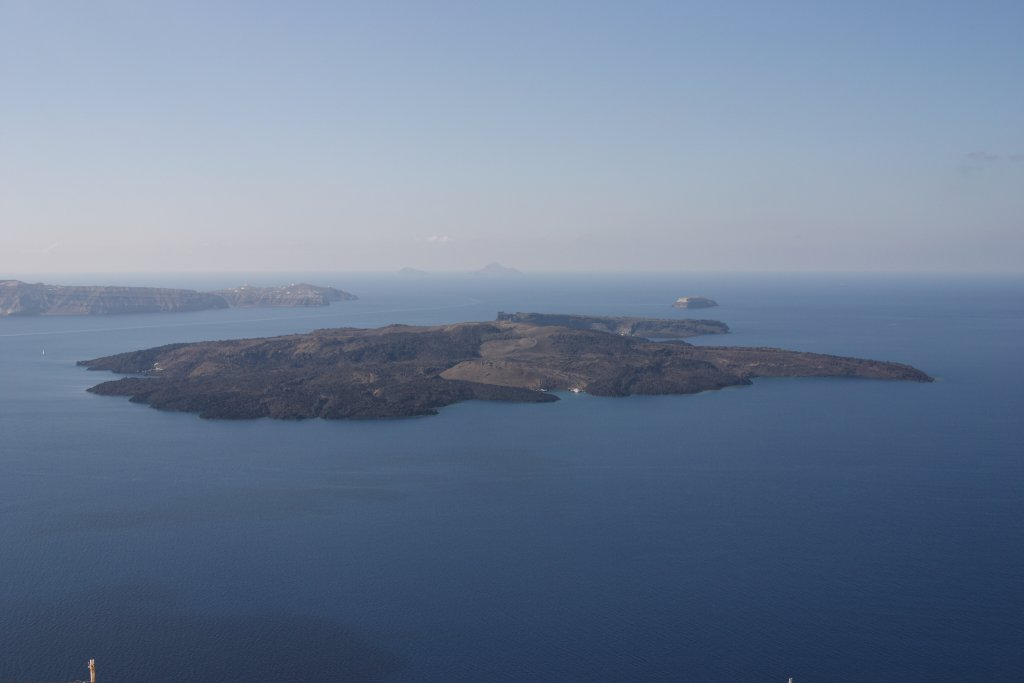
Неа-Камени